# ببتيدوجليكان

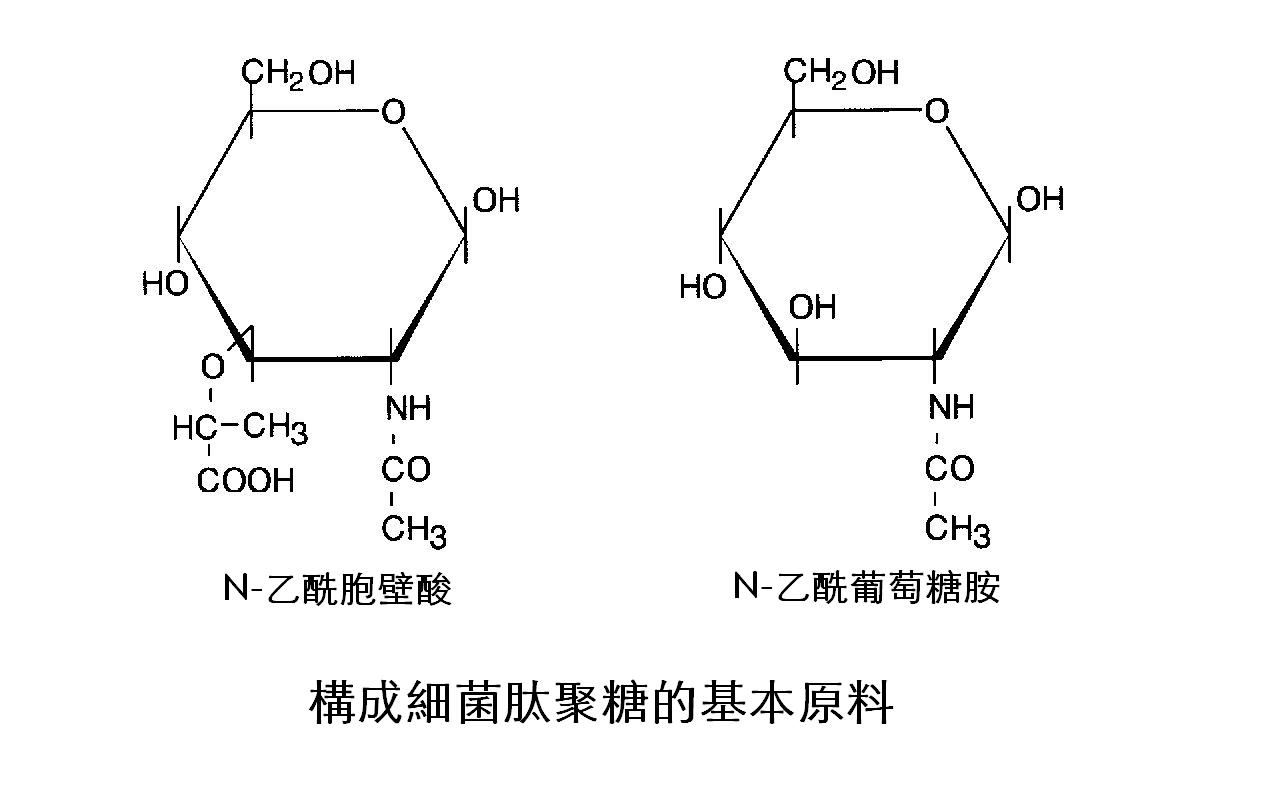

الببتيدوجلايكان وتعرف أيضا بالميريين أو الميورامين وتكون هذه الطبقة الجدر الخلوية للبكتيريا الحقيقية وتتركب من:
بتيدات مكونة من 3-8 أحماض أمينية (تختلف حسب نوع البكتيريا )
بالميريات متبادلة من حمض أستيل الميوراميك ذو صيغة C9H17NO7- CH3 ,ويعتبر من السكريات الأمينية ذات الطابع الحمضي + أستيل جلوكوز أمين وهو جزيء جلوكوز متحد مع مجموعة الأمين (NH2) والميثيل (أستيل)
وتحدد طبقة الميوريين أو بالأصح الميورامين نوع البكتيريا بالنسبة لصبغة غرام ففي البكتيريا سالبة غرام تكون الطبقة رقيقة وفوقها طبقة من (الليبيدات عديدة التسكر) أما بالنسبة للبكتيريا موجبة غرام فتكون الطبقة سميكة وغير قابلة لفقد الأصباغ القاعدية.

## الوظيفة
يمنع التحلل الاسموزي لمحتويات الخلية، ويعطي صلابة ويساهم في الحفاظ على شكل الخلية